# دكاري جونسون
دكاري جونسون (بالإنجليزية: Dakari Johnson)‏ مواليد 22 سبتمبر 1995 في بروكلين، هو لاعب كرة سلة أمريكي. بدأ مسيرته الاحترافية في سنة 2015. تم اختياره من قبل فريق أوكلاهوما سيتي ثاندر خلال الدرافت. يلعب مع أوكلاهوما سيتي بلو في دوري الرابطة الوطنية لفئة التطوير كلاعب وسط. يحمل الرقم 44. يبلغ طوله 7 قدم 0 بوصة (2.1 م).

## روابط خارجية
- دكاري جونسون على موقع إن بي أي (الإنجليزية)
- دكاري جونسون على موقع سبورتس رفرنس (الإنجليزية)
- دكاري جونسون على موقع كرة السلة الأوروبية.كوم (الإنجليزية)
- دكاري جونسون على موقع كلية كرة السلة في سبورتس رفرنس.كوم (الإنجليزية)
- دكاري جونسون على موقع ريلجم (الإنجليزية)
- دكاري جونسون على موقع بروبوليرز (الإنجليزية)
- دكاري جونسون على موقع سبورتس رفرنس (الإنجليزية)
- دكاري جونسون على موقع سبورتس رفرنس (الإنجليزية)